# Casa Solariega de los Cuetos

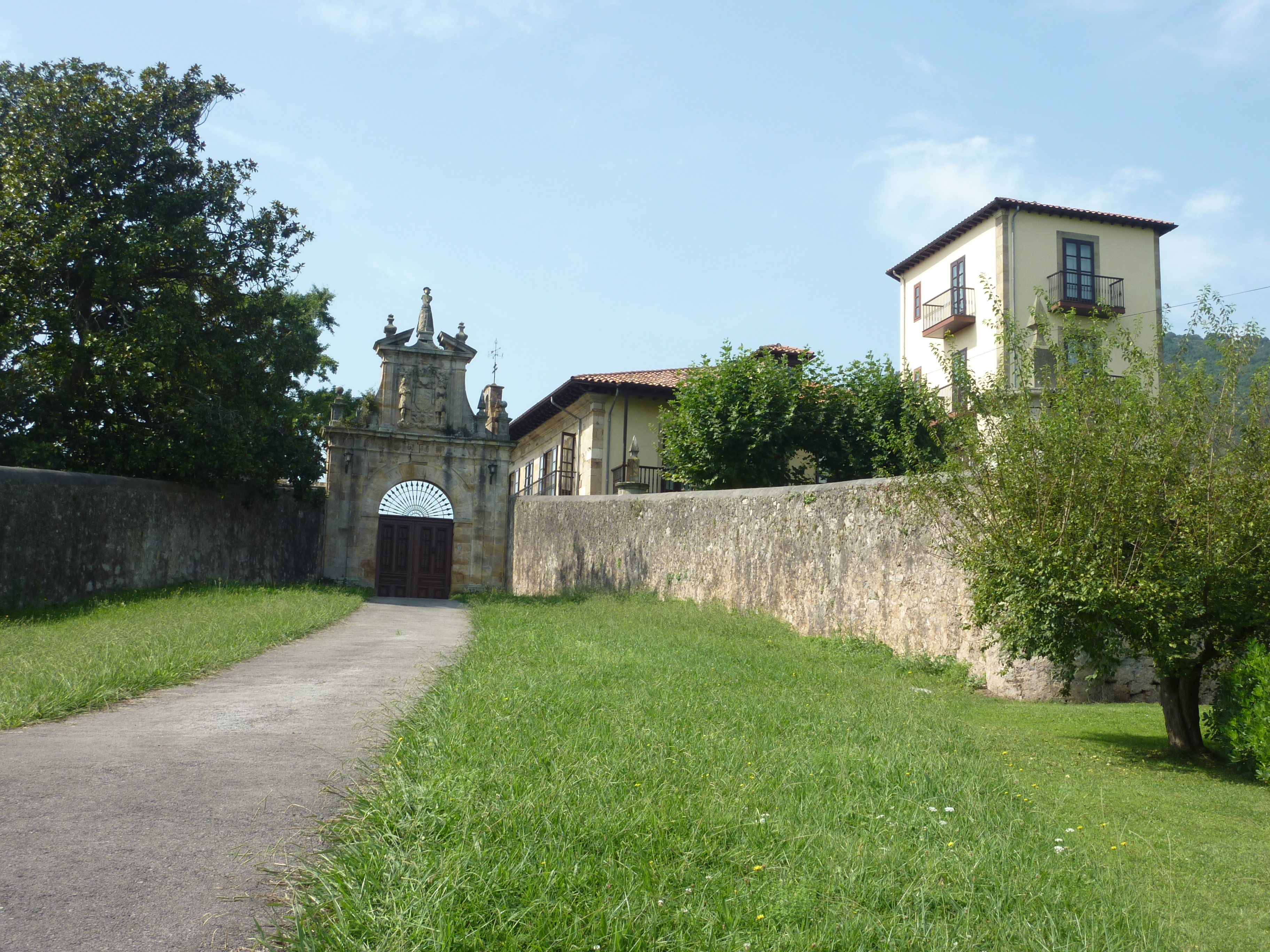
Portalada timbrada de la Casa Solariega de los Cuetos.

La casa de los Cuetos, a veces llamada "palacio de los Cuetos", está situada en la falda de Peña Cabarga en la localidad cántabra de Sobremazas en el municipio de Medio Cudeyo (España). El paraje donde se encuentra se conoce de antiguo como "Los Cuetos" al haber en el lugar dos cuetos. La casa de los Cuetos se encuentra sobre uno de ellos.

## Descripción
Se trata de una casona con fachada de sillería orientada a "las once y media", es decir, al sur pero ligeramente al este, característica de la región y que adelanta algo la entrada de luz en las habitaciones principales. La fachada muestra dos arcos que dan acceso a un porche y una capilla dedicada a San Agustín, rematada con una espadaña con campana y veleta. A la izquierda de la capilla se muestra un escudo con las armas del general Francisco de Mier y Torre.
El cuerpo principal tiene dos plantas rematadas por una cubierta a cuatro aguas. La planta inferior tiene un zaguán al que dan entrada dos arcos de sillería y estaban radicadas en ella la cocina y otras dependencias de servicio. La planta superior albergaba la residencia con los dormitorios, el comedor y otras estancias. En el ángulo nordeste del cuerpo principal se encuentra anexa una torre cuadrangular de cuatro plantas.
A la izquierda del cuerpo principal se encontraban las cuadras y otras dependencias auxiliares.
La edificación actual es fruto de sucesivas reformas. La estructura básica actual es del siglo XVIII.

## Historia

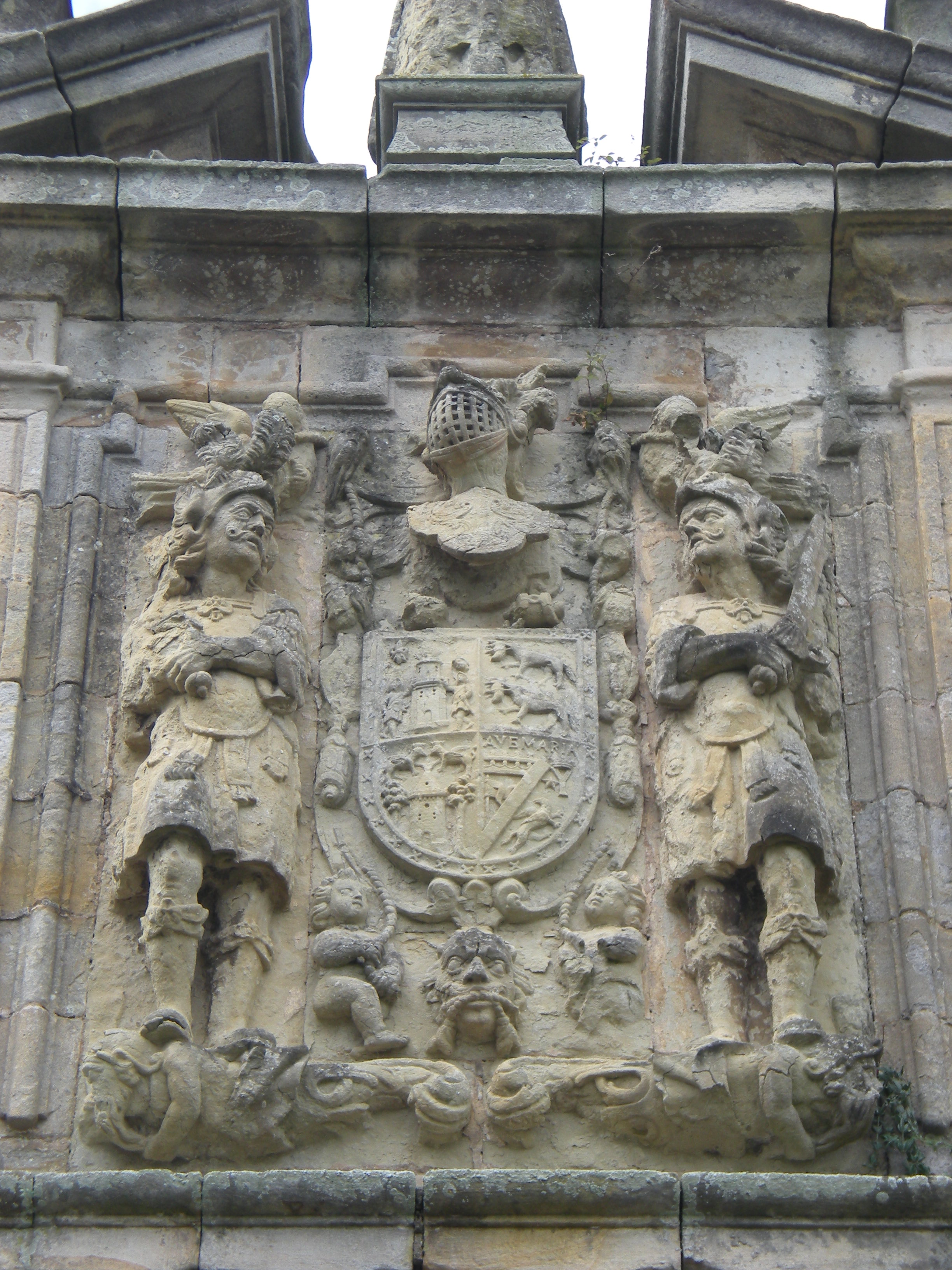
Detalle de la portalada de Los Cuetos

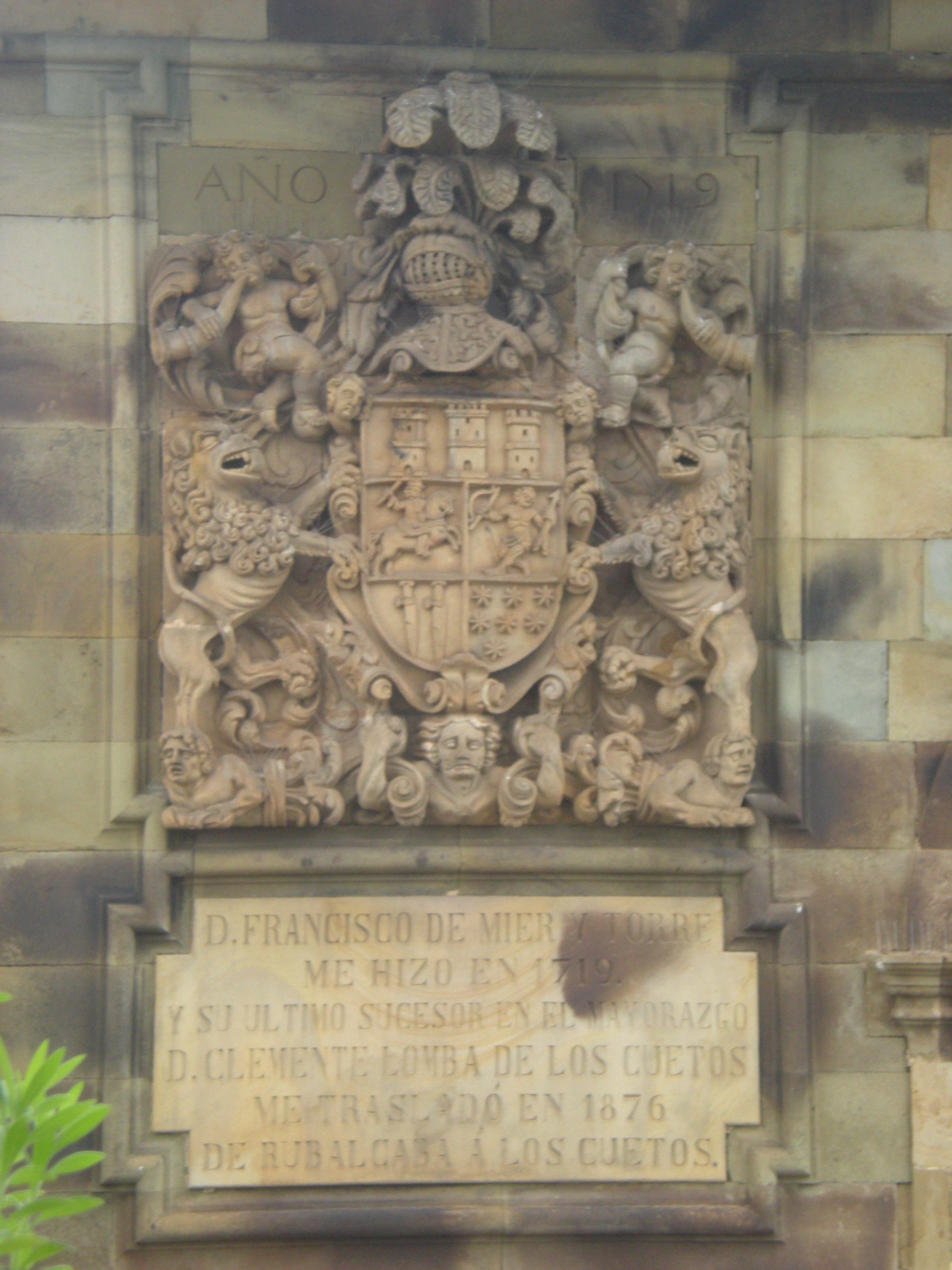
Armas del General Francisco de Mier y Torre

La edificación ha pasado por varias etapas. En el siglo XVI fue vinculada por Gonzalo de los Cuetos y puesta en cabeza de su hijo Juan de los Cuetos, lo que nos sugiere que existía anteriormente. Su posición elevada, que permite controlar una importante extensión de terreno, apunta a que tuvo importancia militar.
En el siglo XVIII fue sometida a una importante reforma que le dio esencialmente la estructura actual, construyéndose la capilla dedicada a San Agustín; en la que, según Fermín de Sojo y Lomba, se celebraban 300 misas anuales.
La relación de sus propietarios es:
- 1.º. Juan Gutiérrez de los Cuetos, dueño del solar antes de su vinculación. Fue procurador general de Trasmiera y casó con María de Ruvalcaba, resultando padres de:
- 2.º. Gonzalo Gutiérrez de los Cuetos, que creó el vínculo de los Cuetos. Casó con María González de Arredondo y fueron padres de:
- 3.º. Juan de los Cuetos, que casó con María Sáinz del Prado, padres de:
- 4.º. Domingo de los Cuetos, casado con Francisca de la Puente, padres de:
- 5.º. Juan de los Cuetos, procurador general de Trasmiera en 1623, casado en 1619 con María de Rioz. También fueron padres de Agustín de los Cuetos (-1690), que casó en 1629 con Agustina de la Riva-Agüero, hermana del maestre de Campo Fernando de la Riva-Agüero. Agustina aportó al matrimonio la casa hoy conocida como casona Lomba o de la Encina en Gajano, que por ello muestra en su portalada las armas de Cuetos, Riva y Agüero. Juan y María fueron padres de:
- 6.º. Juan de los Cuetos Rioz (-1696), que diputado general de Trasmiera y procurador general de Cudeyo en varias ocasiones. Se casó con Catalina Ibáñez de la Riva-Herrera, hermana del arzobispo Ibáñez, y fueron padres de:
- 7.º. María Josefa de los Cuetos Riva-Herrera, que casó con Felipe de Velasco Agüero y falleció sin hijos en 1717 después de otros hermanos y sobrinos, con lo que se extinguió la vía sucesoria. Heredó el vínculo un tío segundo, hijo de Agustín de los Cuetos y Agustina de la Riva-Agüero:
- 8.º. Agustín Antonio de los Cuetos Riva-Agüero (-1730), casado en 1682 con María de Haro-Agüero. Fue procurador general de la Junta de Cudeyo en 1679. Agregó varios bienes al vínculo, incluida una casa en el barrio de Torría de Sobremazas, donde vivieron un tiempo su padre y él. Las armas mostradas en la portalada de los Cuetos corresponden a esta alianza, al incluir elementos de Cuetos, Haro, Riva y Agüero. Fueron Agustín Antonio y María padres de:
- 9.º. Juan de los Cuetos Haro y Riva-Agüero (1698-), casado en 1732 con Isabel de Ibáñez Camus, hija del primer Marqués de Valbuena, sobrino del referido arzobispo Ibáñez. Fueron padres de:
- 10.º. Pedro Nolasco de los Cuetos Ibáñez (1733-1796), casado en 1758 con Josefa de Ruvalcaba Vereterra (vecina de Solares). Fue procurador general de la Junta de Cudeyo en varias ocasiones.
- 11.º. José Ramón de los Cuetos Ruvalcaba (1761-1841), casado en 1783 con Clara de Riaño Bárcena, hermana del intendente Juan Antonio de Riaño, siendo ambos hermanos sus primos segundos por ser nietos de Juana de los Cuetos Haro. Fue doctor en Derecho, procurador general de la Junta de Cudeyo en 1794, y diputado de provincia (1820-1823). Propietario de las tierras donde se encuentra el manantial de Fuencaliente, promovió su estudio y fundó los Baños de Solares. Durante este período ocurrió la ocupación de Los Cuetos por las tropas francesas, trasladando temporalmente la familia su residencia a Laredo.[3] José Ramón y Clara fueron padres de:
- 12.º. Rosa Saturnina de los Cuetos Riaño (1794-), casada en 1816 con Juan Domingo Rosillo, falleció antes que su padre y no pudo suceder en el mayorazgo. 2. Josefa de los Cuetos Riaño, casada en 1816 con el teniente general Fermín de Iriarte. 3. Antonia de los Cuetos Riaño, casada en 1817 con José María de la Lomba Maza. 4. Regina de los Cuetos Riaño (1801-1863), soltera. 5. Marcelina de los Cuetos Riaño (-1873), soltera.

Al fallecer José Ramón de los Cuetos, y en vigor ya las leyes de desvinculación, hereda el medio mayorazgo su nieta Belén Rosillo de los Cuetos y quedando la propiedad fragmentada entre la familia hasta que fue reunificada por Clemente Lomba de los Cuetos.
Clemente Lomba de los Cuetos había resultado heredero, entre otros, del mayorazgo instituido por el general Francisco de Mier y Torre en Rubalcaba y que, al morir éste sin descendencia, recayó en su sobrino Francisco de la Lomba y Mier. Clemente Lomba proyectó trasladar la torre de la casa del general e incorporarla como una segunda torre en la esquina suroeste, pero desistió por la complejidad del traslado. De dicha casa recuperó tres arcos de sillería que utilizó en el lateral oeste del patio y un vistoso escudo que colocó en la fachada principal junto a la entrada a la capilla. Asimismo reformó la casa añadiendo una cuarta planta a la torre. Sin embargo, Clemente Lomba no dejó descendencia a su fallecimiento en 1887 y la propiedad se fragmentó de nuevo entre hermanos y sobrinos. Entre estos últimos se cuentan Fermín de Sojo y Lomba y José Ramón Lomba de la Pedraja que habitaron la casa durante temporadas.
Sus herederos disfrutaron conjuntamente del uso de la casa. Durante la Guerra Civil sufrió diversos daños, especialmente en su capilla, lo que aceleró su deterioro. Uno de los herederos, D. Agustín Lomba Larreta-Azelain, ha reunificado nuevamente la propiedad de este monumento en el año 2001, habiéndolo restaurado recientemente con intervención de la Consejería de Cultura del Gobierno de Cantabria.